# Conistra mixtagrisea
Conistra mixtagrisea är en fjärilsart som beskrevs av Lenz. Conistra mixtagrisea ingår i släktet Conistra och familjen nattflyn. Inga underarter finns listade i Catalogue of Life.